# Ізотонічний розчин
Ізотоні́чні ро́зчини (грец. tónos — напруга) — розчини з однаковим осмотичним тиском. У біології і медицині — природні або штучно приготовані розчини з таким же осмотичним тиском, як і у вмісті тваринних і рослинних клітин, в крові і тканинних рідинах.
У медичних маніпуляціях використовують 0,9 % розчин хлориду натрію, 5 % водний розчин глюкози в терапії різних захворювань з метою зняти інтоксикацію або інші прояви хвороби.
Ізотонічні розчини на противагу гіпертонічним, що не використовуються внутрішньосудинно, не призводять до гемолізу еритроцитів.